# The Fiddle's Requiem
The Fiddle's Requiem er en amerikansk stumfilm fra 1911 af Sidney Olcott.

## Medvirkende
- Gene Gauntier - Dolores
- Jack J. Clark
- Robert Vignola - Don Carlos
- JP McGowan